# Szeitler Károly
Szeitler Károly (1888 – Budapest, 1914. december 10.) válogatott labdarúgó, csatár. 26 évesen tüdőbajban hunyt el.

## Pályafutása

### Klubcsapatban
1907 és 1914 között a Ferencvárosban 131 mérkőzésen szerepelt (63 bajnoki, 46 nemzetközi, 22 hazai díjmérkőzés) és 42 gólt szerzett (26 bajnoki, 16 egyéb). Ötszörös magyar bajnok az FTC-vel.

### A válogatottban
Egy alkalommal szerepelt a válogatottban, 1911-ben.

## Sikerei, díjai
- Magyar bajnokság
  - bajnok: 1908–09, 1909–10, 1910–11, 1911–12, 1912–13
  - 2.: 1907–08, 1913–14
- Magyar kupa
  - győztes: 1913
- Ezüstlabda
  - győztes: 1908, 1909
- Challenge Cup
  - győztes: 1909

## Statisztika

### Mérkőzése a válogatottban
| Magyarország | Magyarország   | Magyarország     | Magyarország | Magyarország | Magyarország | Magyarország | Magyarország | Magyarország |
| #            | Dátum          | Helyszín         | Hazai        | Eredmény     | Vendég       | Kiírás       | Gólok        | Esemény      |
| ------------ | -------------- | ---------------- | ------------ | ------------ | ------------ | ------------ | ------------ | ------------ |
| 1.           | 1911. május 7. | Bécs, Hohe Warte | Ausztria     | 3 – 1        | Magyarország | barátságos   | -            |              |
|              | Összesen       |                  |              | 1            | mérkőzés     |              | 0            | gól          |